# 浅川晃広
浅川 晃広（あさかわ あきひろ、朝: 아사카와 아키히로, 1974年 - ）は、日本の研究者。元名古屋大学大学院国際開発研究科講師。博士（学術）。専門は移住学、国際人口移動論、オーストラリア政治社会論。

## 経歴
1974年、在日韓国人3世として生まれる。
1996年、神戸市外国語大学卒業。1997年、オーストラリア国立大学留学。1999年、大阪大学修士。同年、日本国籍を取得（帰化）。
2002年から2004年7月まで、在オーストラリア日本大使館専門調査員。2004年、大阪大学大学院博士後期課程単位修得退学。
2005年から名古屋大学大学院国際開発研究科で講師を務め、2020年10月31日に退職。
2020年11月からノーザンモースト行政書士事務所所長、2021年5月から稚内ノシャップ簡易郵便局局長を務めている。

## 著書
- 『在日外国人と帰化制度』（新幹社、2003年9月）
- 『「在日」論の嘘』（PHP研究所、2006年5月）
- 『オーストラリア移民政策論』（中央公論事業出版、2006年11月）
- 『近代日本と帰化制度』（溪水社、2007年9月）
- 『オーストラリア移民法解説』（日本評論社、2016年8月）
- 『難民該当性の実証的研究 : オーストラリアを中心に』（日本評論社、2019年2月）
- 『知っておきたい入管法 : 増える外国人と共生できるか』（平凡社〈平凡社新書 906〉、2019年3月）

### 共著
- （野村旗守、宮島理、李策、呉智英他）『嫌韓流の真実！ザ・在日特権』宝島社〈別冊宝島〉、2006年6月。ISBN 4796653295。
- （坂中英徳）『移民国家ニッポン―1000万人の移民が日本を救う』日本加除出版、2007年11月。ISBN 4817837861。